# 포트루이스구

포트루이스 구

포트루이스구(Port Louis District)는 모리셔스의 구로, 행정 중심지는 포트루이스(Port Louis, 모리셔스의 수도이기도 함)이며 면적은 42.7km2, 인구는 127,855명(2000년 기준)이다.